# Quasi un pasodoble
Quasi un pasodoble is een compositie van Leonardo Balada. Het werk nam als invalshoek de Spaanse dans paso doble. Balada nam alle vrijheid als hedendaagse componist die dans naar zijn eigen tijd te tillen. Er zijn fragmenten te horen van “oude” pasodobles, maar ook clusters. 
Het werk van circa elf minuten ging in première in New York door het New York Philharmonic onder leiding van Jesús López Cobos op 24 november 1982. Het programma van die avond was:
- Balada: Quasi un pasodoble
- Claude Debussy: Iberia
- Sergei Rachmaninov: 'Symfonische dansen en Rapsodie op een thema van Paganini met Youri Egorov achter de piano

Het werk voor symfonieorkest is als volgt georkestreerd:
- 3 dwarsfluiten, 2 hobo’s, 2 klarinetten, 3 fagotten
- 4 hoorns, 3 trompetten, 3 trombones, 1 tuba
- pauken, 3 man/vrouw percussie, piano
- violen, altviolen, celli, contrabassen